# Schönecker Waldgemeinde
Schönecker Waldgemeinde ist ein historischer Sammelbegriff für mehrere kleine Siedlungen im Forst um die Stadt Schöneck/Vogtl. im sächsischen Vogtlandkreis. Analog zur Schönecker Waldgemeinde gibt es die Auerbacher Waldgemeinde.

## Geografie
Den Kern der Siedlungen macht der heutige Ort Muldenberg am Oberlauf der Zwickauer Mulde aus. Südlich und südwestlich davon liegen die heute zu Schöneck/Vogtl. gehörigen Gemeindeteile Kottenheide und Tannenhaus. Am südlichsten liegt der Ort Landesgemeinde an der Grenze zur Tschechischen Republik. Die Orte gehören zum sächsischen Teil des Vogtlands.

## Geschichte
Mit der Erschließung und Besiedelung der Wälder östlich bzw. südöstlich der vogtländischen Stadt Schöneck ab dem 16. Jahrhundert entstanden im damaligen kursächsischen Amt Voigtsberg mehrere kleine Waldsiedlungen, die als „Schönecker Waldorte“ bzw. „Schönecker Waldgemeinde“ bezeichnet wurden. Zählte die Schönecker Waldgemeinde um 1834 sieben Orte mit zusammen 198 Bewohnern, bestand die Landgemeinde im Jahr 1875 aus den Ortsteilen Mulde/Muldenhäuser, Muldenberg, Saubachhäuser und Tannenhaus.
Folgende Orte gehörten zur Schönecker Waldgemeinde:
| Ort                | Bemerkung |
| ------------------ | --- |
| Glasbach           | Der Glasbach liegt zwischen Kottenheide und Zwota, die Siedlung wurde später nicht mehr erwähnt                                                  |
| Kottenheide        | 1906 nach Mulde eingemeindet, 1956 nach Schöneck/Vogtl. umgegliedert                                                                             |
| Landesgemeinde     | 1908 von Zwota nach Erlbach umgegliedert, seit 2014 zu Markneukirchen gehörig                                                                    |
| Mulde/Muldenhäuser | 1934 in Muldenberg umbenannt, 1994 nach Grünbach eingemeindet                                                                                    |
| Muldenberg         | ab 1875 zur Schönecker Waldgemeinde, 1900 nach Mulde eingemeindet, die 1934 in Muldenberg umbenannt und 1994 nach Grünbach eingemeindet wurde    |
| Saubachhäuser      | um 1900 zu Mulde gehörig, heute vermutlich im Staubereich der Talsperre Muldenberg                                                               |
| Tannenhaus         | Gasthof südöstlich von Schöneck/Vogtl., um 1900 zu Mulde gehörig, das 1934 in Muldenberg umbenannt wurde, 1939 nach Schöneck/Vogtl. umgegliedert |
| Ziegengesör        | auch Sacher- bzw. Zachariashaus genannt, 1875 nicht mehr erwähnt                                                                                 |